# Geschwindigkeit (Straßenverkehr)
Die Geschwindigkeit im Straßenverkehr ist neben der Verkehrsdichte eine grundsätzliche Größe im Straßenverkehr. Davon hängt der Verkehrsfluss, die Fahrzeit, die Unfallgefahr, die Unfallschwere, die Umweltbelastung (Lärm, Abgase und Fahrbahnbelastung), der Kraftstoffverbrauch und die Fahrerbelastung ab.
Es gibt auch bauartbedingte Höchstgeschwindigkeiten (bzw. Bauartgeschwindigkeit) oder zulassungsbedingte Höchstgeschwindigkeiten, dies wird national geregelt.
In allen Ländern weltweit gibt es Festlegungen zur Geschwindigkeit in Straßenverkehr in den Verkehrsregeln. Während zur Höchstgeschwindigkeit fast überall Regelungen existieren, existieren Mindestgeschwindigkeiten oder Richtgeschwindigkeiten nur in bestimmten Ländern.
Eine besondere Gefährdung entsteht durch überhöhte Geschwindigkeit, die Ursache für die weitaus meisten Verkehrstoten ist, meist in Verbindung mit zu geringem Sicherheitsabstand. Verkehrsteilnehmer, die mutwillig mit deutlich überhöhter Geschwindigkeit fahren, werden umgangssprachlich als Raser bezeichnet.

## Physikalische Grundlagen
Die kinetische Energie (Bewegungsenergie) eines Fahrzeuges, die bei einem Aufprall zerstörerisch wirkt, sowie der Bremsweg sind proportional zum Quadrat der Geschwindigkeit. Es gilt:
Kinetische Energie

{\displaystyle E_{\mathrm {kin} }={\frac {1}{2}}mv^{2}}
Bremsweg bei Gefahrbremsung
{\displaystyle s_{\mathrm {GefahrBrems} }\approx {\frac {1}{2}}\cdot \left({\frac {v^{2}}{100}}\right)}
Das bedeutet, dass bei einem Unfall mit beispielsweise 200 km/h die vierfache Menge an Energie durch eine plötzliche Verringerung der Geschwindigkeit (Crash) abgebaut werden muss im Vergleich zu einem Unfall mit 100 km/h. Die Masse des Fahrzeuges wirkt sich hingegen „nur“ linear auf die Bewegungsenergie aus. Ein Fahrzeug mit einer Masse von zwei Tonnen stellt bei einem Unfall potenziell die doppelte Menge an Energie bereit wie eins mit nur einer Tonne.
Der Bremsweg eines Autos ist bei 200 km/h ebenfalls viermal so lang verglichen mit demselben Fahrzeug bei 100 km/h.

## Länderspezifische Regeln

### Deutschland
Die Geschwindigkeit im Straßenverkehr muss der Fahrzeugführer so wählen, dass er innerhalb der von ihm überschaubaren Strecke sein Fahrzeug zum Stehen bringen kann.
Dabei sind von ihm die konkreten Straßen-, Verkehrs-, Sicht- und Witterungsverhältnisse, seine eigenen Fähigkeiten und jene des gesteuerten Gefährts samt Ladung ins Kalkül zu ziehen. Bei einer sehr engen Fahrbahn, die das Risiko der Gefährdung entgegenkommender Fahrzeuge in sich bergen kann, muss sogar innerhalb der Hälfte der überschaubaren Strecke angehalten werden können. Dies verlangt § 3 StVO.
Die in Deutschland innerhalb geschlossener Ortschaften bestehende Höchstgeschwindigkeit von 50 km/h gilt ausschließlich für Kraftfahrzeuge, durch Verkehrszeichen (§ 41 StVO Zeichen 274) angeordnete Geschwindigkeitsbeschränkungen hingegen für Fahrzeuge aller Art.
Durch dieses Zeichen kann auch eine höhere Geschwindigkeit als 50 km/h zugelassen werden. Diese gilt dann innerorts auch für Kraftfahrzeuge, für die eine auf die Fahrzeugart bezogene Höchstgeschwindigkeit besteht, beispielsweise Lkw oder Pkw mit Anhänger.
Außerhalb geschlossener Ortschaften gilt eine Geschwindigkeitsbeschränkung auf 100 km/h. Ausgenommen hiervon sind Autobahnen sowie Straßen, bei denen die Richtungsfahrbahnen durch bauliche Maßnahmen (z. B. ein Mittelstreifen) voneinander getrennt oder für jede Fahrtrichtung mindestens zwei Fahrstreifen markiert sind. Auf diesen Straßen gilt eine Richtgeschwindigkeit von 130 km/h. Diese haben lediglich Empfehlungscharakter. Wer hier den höchsten Wert ignoriert, begeht keinen Verstoß, kann aber bei einem Unfall unter dem Aspekt der Betriebsgefahr eine höhere Schadensmithaftung als Nachteil erleiden.
Die Überschreitung der zulässigen Höchstgeschwindigkeit stellt eine Verkehrsordnungswidrigkeit dar und wird je nach Höhe der Überschreitung mit einem Verwarnungs- oder Bußgeld geahndet. Zusätzlich kann ein ein- bis dreimonatiges Fahrverbot verhängt werden. Die Polizei oder kommunale Dienststellen führen Geschwindigkeitsmessungen beispielsweise mittels Radar, Lasergeräten, Lichtschranken oder durch Weg-Zeit-Berechnungen durch.
Auf der Bundesautobahn 2 zwischen Hannover und Braunschweig wurde zwischenzeitlich eine versuchsweise Geschwindigkeitsbegrenzung auf 140 km/h eingeführt. Dies ist die erste Strecke in Deutschland, auf der eine Geschwindigkeitsbeschränkung besteht, die über der Richtgeschwindigkeit liegt.
Jemand, der die Vorfahrt zu beachten hat, muss dem anderen Verkehrsteilnehmer durch mäßige Geschwindigkeit signalisieren, dass er warten wird (§ 8 Abs. 2 StVO). Mit ermäßigter Geschwindigkeit muss man sich ferner jedem Zebrastreifen nähern. Fußgänger, welche die Fahrbahn überqueren wollen, sollen das ungefährdet von sich mit zu hohem Tempo nähernden Kraftfahrzeugen tun können. Der Fahrzeugverkehr muss innerhalb eines verkehrsberuhigten Bereichs Schrittgeschwindigkeit einhalten.
Es gibt bauartbedingte Höchstgeschwindigkeiten, was bedeutet, dass beispielsweise ein Fahrzeug der Landwirtschaft oder ein Kettenfahrzeug aus technischen Gründen eine Geschwindigkeit nicht überschreiten darf. Eine Überschreitung kann nachhaltige Schäden am Fahrzeug (Radaufhängung, Achse) oder dem Fahrbahnbelag verursachen. Diese sind laut § 58 Abs. 3 StVZO mit Geschwindigkeitsschildern gekennzeichnet. Auch Schneeketten haben eine bauartbedingte Höchstgeschwindigkeit von 50 km/h nach § 3 Abs. 4 StVO.

### Österreich
In Österreich gelten im Allgemeinen die folgenden Höchstgeschwindigkeiten: 50 km/h im Ortsgebiet, 100 km/h auf Landstraßen und 130 km/h auf Autobahnen. Das Tempo ist allerdings entsprechend den äußeren Verhältnissen (Witterung, Straßenzustand etc.) anzupassen. Die zulässige Höchstgeschwindigkeit kann durch entsprechende Beschilderung sowohl nach oben als auch nach unten verändert werden. Eine genaue Einteilung der Straßen und der zulässigen Höchstgeschwindigkeiten erfolgt nach dem Straßensystem in Österreich. Wichtig ist, dass Geschwindigkeitsbegrenzungen durch Ortstafeln nicht aufgehoben werden. Fährt man beispielsweise auf einer Freilandstraße und passiert ein Begrenzungsschild auf 70 km/h, dann darf man auch in einer danach kommenden Ortschaft weiterhin 70 km/h fahren, sofern das Beschränkungsschild nicht explizit aufgehoben oder durch ein anderes ersetzt wurde. Auch am Ortsende bleibt die ursprüngliche Begrenzung vor der Ortschaft auf 70 km/h aufrecht. Erst wenn die Beschränkung aufgehoben wird, sind auf der Freilandstraße wieder 100 km/h erlaubt.

### Schweiz
Innerhalb geschlossener Ortschaften gilt in der Schweiz ein Tempolimit von 50 km/h, dies wird durch das Schild «Höchstgeschwindigkeit 50 generell» angezeigt. Im Gegensatz zu Deutschland und Österreich haben die Ortsschilder bezüglich der Geschwindigkeit keinen Einfluss. Ausserhalb geschlossener Ortschaften ist im Gegensatz zu Deutschland und Österreich (100 km/h) nur eine Höchstgeschwindigkeit von maximal 80 km/h erlaubt. Auf Autostrassen gilt 100 km/h. Die Höchstgeschwindigkeit auf Autobahnen beträgt 120 km/h.
In der Schweiz fallen die Geldbussen deutlich höher aus als etwa in Deutschland. Es wird dabei unterschieden, was die erlaubte Höchstgeschwindigkeit und wie hoch die jeweilige Geschwindigkeitsübertretung war (siehe dazu: Strafen für Geschwindigkeitsübertretungen in der Schweiz). Die Bussen bei einer einfachen Verletzung der Verkehrsregeln beginnen bei CHF 40.- und gehen bis zu CHF 600.-, wobei bei grösserer Geschwindigkeitsüberschreitung (sog. grobe Verletzung) anstelle dessen zwischen 30 und 120 Tagessätzen Geldstrafe sowie ein Entzug des Führerausweises die Folge sind. Eine qualifiziert grobe Verletzung der Verkehrsregeln hat zudem eine Freiheitsstrafe ab einem Jahr aufwärts zur Folge (samt Entzug des Führerausweises). Diese harten Strafen wurden als Teil des Pakets „via sicura“  2013 zur Erhöhung der Sicherheit auf den Straßen eingeführt.
- Bei Tempo 30 wird bei einer Übertretung bis zu 19 km/h noch eine Busse ausgesprochen, während ab 20 km/h bis 39 km/h eine Geldstrafe und Entzug des Führerscheins die Folge ist. Bei einer Geschwindigkeitsübertretung, die grösser als 40 km/h ist, handelt es nach der „via sicura“ um eine qualifiziert grobe Verletzung von Verkehrsregeln, welche mit mind. 1 Jahr Freiheitsstrafe und mind. 2 Jahren Entzug des Führerausweises geahndet wird.
- Bei Tempo 50 (d. h. innerorts) wird bei einer Übertretung bis zu 24 km/h noch eine Busse ausgesprochen, während ab 25 km/h bis 49 km/h eine Geldstrafe und Entzug des Führerscheins die Folge ist. Bei einer Geschwindigkeitsübertretung, die grösser als 50 km/h ist, handelt es nach der „via sicura“ um eine qualifiziert grobe Verletzung von Verkehrsregeln, welche mit mind. 1 Jahr Freiheitsstrafe und mind. 2 Jahren Entzug des Führerausweises geahndet wird.
- Bei einer Tempoüberschreitung auf einer Autostrasse oder ausserorts wird bei einer Übertretung bis zu 29 km/h noch eine Busse ausgesprochen, während ab 30 km/h bis 59 km/h eine Geldstrafe und Entzug des Führerscheins die Folge ist. Bei einer Geschwindigkeitsübertretung, die grösser als 60 km/h ist, handelt es nach der „via sicura“ um eine qualifiziert grobe Verletzung von Verkehrsregeln, welche mit mind. 1 Jahr Freiheitsstrafe und mind. 2 Jahren Entzug des Führerausweises geahndet wird.
- Bei einer Tempoüberschreitung auf einer Autobahn wird bei einer Übertretung bis zu 34 km/h noch eine Busse ausgesprochen, während ab 35 km/h bis 79 km/h eine Geldstrafe und Entzug des Führerscheins die Folge ist. Bei einer Geschwindigkeitsübertretung, die grösser als 80 km/h ist, handelt es nach der „via sicura“ um eine qualifiziert grobe Verletzung von Verkehrsregeln, welche mit mind. 1 Jahr Freiheitsstrafe und mind. 2 Jahren Entzug des Führerausweises geahndet wird.

Bei der Geldstrafe ist die Höhe variabel und multipliziert sich nach Anzahl Tagen und der jeweiligen Höhe des Tagessatzes. Der Tagessatz bestimmt sich nach dem Nettoeinkommen pro Tag sowie dem Verschulden des Täters.